# لويزا آن مريديث
لويزا آن مريديث (بالإنجليزية: Louisa Anne Meredith) (20 يوليو 1812، برمنغهام في المملكة المتحدة - 21 أكتوبر 1895 في أستراليا)؛ كاتِبة ومؤلِّفة، شاعرة، رسامة توضيحية وروائية أسترالية.